# The Uplift Mofo Party Plan
《The Uplift Mofo Party Plan》은 1987년 9월 29일, EMI에 의해 발매된 미국의 록 밴드 레드 핫 칠리 페퍼스의 세 번째 스튜디오 음반이다. 1983년 밴드가 결성된 이후 임시 인사 이동을 초래한 이전의 의무 때문에, 《The Uplift Mofo Party Plan》은 보컬리스트 앤서니 키디스, 베이시스트 플리, 기타리스트 힐렐 슬로박, 드러머 잭 아이언스 등 모든 트랙에서 밴드의 네 명의 창립 멤버를 특징으로 하는 유일한 스튜디오 음반이다. 1988년 약물 과다복용으로 사망하기 전 슬로박의 마지막 음반이자 아이언스가 참여한 유일한 정규 음반이기도 하다. 〈Fight Like a Brave〉는 음반의 유일한 싱글로 발매되었지만, 〈Me and My Friends〉는 마이너 라디오 방송을 받았다. 1992년, 〈Behind the Sun〉은 《What Hits!?》를 홍보하기 위한 싱글과 뮤직 비디오로 출시되었다.
이 음반은 밴드의 독특한 펑크 록 음악 스타일을 특징으로 하지만 레게와 헤비 메탈의 영향을 받기도 한다. 레드 핫 칠리 페퍼스는 새로운 프로듀서 마이클 베인혼을 영입했는데, 베인혼은 멤버들이 보다 다양한 작품을 만들기 위해 음악적 시야를 넓히도록 격려했다. 베이시스트 플리는 이후 이 음반을 "가장 흔들리는" 음반이라고 불렀다.
이 음반은 비평적으로나 상업적으로나 전작들보다 훨씬 더 성공적이었으며, 이 밴드가 빌보드 200에 진입한 첫 음반으로, 이 음반은 148위를 기록했다. 비록 《The Uplift Mofo Party Plan》의 후속작인 《Mother's Milk》가 먼저 골드에 도달했지만, 《The Uplift Mofo Party Plan》은 그렇게 하기 위한 밴드의 초기 노력이 될 것이다. 음반을 홍보하기 위한 투어에 이어 슬로박은 헤로인 과다복용으로 사망했고, 얼마 지나지 않아 아이언스는 친구의 죽음에 대처하지 못하고 밴드를 그만두기로 결정했다.

## 배경
1983년 레드 핫 칠리 페퍼스가 EMI와 음반 계약을 체결한 후, 창립 멤버 힐렐 슬로박과 잭 아이언스는 음반 계약을 체결한 그룹 왓 이즈 디스?에 집중하기 위해 그룹을 떠났다. 보컬리스트 앤서니 키디스와 베이시스트 플리는 기타리스트로 잭 셔먼을, 드러머로 클리프 마르티네스를 고용했으며 1984년 데뷔 음반 《The Red Hot Chili Peppers》로 유명 펑크 록 밴드로 자리매김했다. 제작 결과에 실망한 키디스와 플리는 셔먼을 몇 주 전에 밴드인 왓 이즈 디스?를 그만둔 슬로박으로 대체했다. 이 그룹의 조지 클린턴이 프로듀싱한 두 번째 음반인 《Freaky Styley》(1985년)는 슬로박의 첫 번째 스튜디오 음반이다. 1986년 초 밴드는 곧 발매될 음반 작업을 시작했고 EMI는 데모 테이프를 녹음하기 위해 레드 핫 칠리 페퍼스에 5,000달러의 예산을 주었다. 밴드는 프로듀서이자 전 퍼블릭 이미지 리미티드의 기타리스트 키스 레빈과 함께 일하는 것을 선택했는데, 그가 마약에 대한 멤버들의 관심을 공유했기 때문이다. 레빈과 슬로박은 나머지 단체에게 알리지 않고 마약에 쓸 예산 2000달러를 남겨 두었고, 이로 인해 회원들 사이에 긴장감이 감돌았다. 마르티네스의 "하트는 더 이상 밴드에 있지 않았다" 그러나 그는 그만두지 않았고, 그래서 키디스와 플리는 그를 해고했다. 마르티네스의 해고 이후, 원래 드러머였던 잭 아이언스는 밴드에 다시 합류했고, 1983년 이후 네 명의 창단 멤버 모두가 함께 한 첫 번째가 되었다.
키디스와 슬로박은 모두 헤로인 중독을 약화시키는 데 애를 먹었는데, 이 중독은 밴드가 《The Uplift Mofo Party Plan》를 녹음할 준비를 하면서 더 악화되었다. 그의 중독성 때문에, 키디스는 밴드에 음악적으로 기여할 동기가 부족했고, 리허설에 "말 그대로 잠들었다"고 말했다. 그는 약물 재활 치료를 받기 위해 밴드를 떠나라는 요청을 받았다. 그 기간 동안, 밴드는 《LA 위클리》 올해의 밴드상을 수상했고, 키디스는 헤로인 콜드 터키 사용을 그만두게 했다. 그는 미시간주에 있는 어머니를 찾아가 안내를 받았는데, 어머니는 건강하지 않은 그의 모습을 보자마자 공항에서 그를 태운 후 곧바로 약물 재활에 데려다 주었다. 그는 그랜드래피즈에 있는 구세군 재활병원에 입원했는데, 처음에 그는 클리닉에 있는 다른 사람들이 자신의 고군분투에 대해 이해하고 자신을 도우려 한다는 것을 알아차리기 전까지 혐오했던 경험이었다. 그는 병원에서 20일 만에 어머니와 함께 이사했는데, 11살 이후 처음으로 약을 완전히 끊었다. 키디스는 재활치료를 마친 후, 흐느낌으로 "완전히 새로운 열정의 물결"을 느꼈고, 집으로 돌아오는 비행기에서 〈Fight Like a Brave〉라는 제목의 신곡의 가사를 썼다. 그는 그룹의 다음 음반을 녹음하기 위해 로스앤젤레스에 있는 레드 핫 칠리 페퍼스에 다시 합류했다.

## 발매 및 반응
| 전문가 평가                   | 전문가 평가 |
| 평가 점수                     | 평가 점수   |
| 출처                          | 점수        |
| ----------------------------- | ----------- |
| AllMusic                      | [ 12 ]      |
| Los Angeles Times             | [ 13 ]      |
| The Rolling Stone Album Guide | [ 14 ]      |

EMI는 원래 레드 핫 칠리 페퍼스가 〈Party on Your Pussy〉라는 곡의 이름을 바꾸지 않는 한 음반 발매를 거부했고, 이후 밴드의 이름을 〈Special Secret Song Inside〉로 바꾸었다.  《The Uplift Mofo Party Plan》은 1987년 9월 29일 발매되었고 빌보드 200에서 148위로 정점을 찍었으며, 이는 밴드의 이전 발매보다 훨씬 더 성공적이었다.  이 음반은 빌보드 200에 진입한 밴드의 첫 번째 음반이었고, 그 이후로 미국에서 골드 인증을 받았다. 밴드는 음반의 리드 싱글인 〈Fight Like a Brave〉의 뮤직 비디오를 촬영했지만, 이 곡은 빌보드 차트에 어떤 영향도 주지 못했다. 〈Behind the Sun〉은 밴드가 두 개의 후속 음반 《Mother's Milk》와 《Blood Sugar Sex Magik》을 발표한 후 1992년까지 싱글로 발매되지 않았다. 레드 핫 칠리 페퍼스의 《What Hits!?》를 홍보하기 위해 발매된 싱글이다. 컴필레이션 음반으로 《빌보드》 얼터너티브 송 차트에서 7위에 올랐다.
이 음반은 또한 레드 핫 칠리 페퍼스가 로스엔젤레스에서 헌신적인 컬트 팬 층을 얻도록 도왔다. 이 팬들 중 한 명은 나중에 슬로박의 죽음 이후 기타리스트로 밴드에 합류할 존 프루시안테였다. 프루시안테는 다음과 같이 회상했다. "제가 레드 핫 칠리 페퍼스의 라이브 공연을 처음 본 것은 버라이어티 아트 센터에서였는데, 정말 놀라웠습니다... 그들은 이 진짜 하드한 사운드를 위해 가고 있었습니다. 힐렐은 이 모든 멋진 피드백과 그런 것들을 하고 있었습니다. 그것은 제가 쇼의 경험 중 가장 마술적인 경험이었습니다." 프루시안테는 슬로박의 많은 연주 스타일을 바탕으로 "힐렐의 연주를 공부하면서 플리에게 어떻게 좋은 사운드를 낼 수 있는지 알아야 할 모든 것을 배웠고 거기서 그것을 옆으로 가져가기만 했다"고 설명했다.
그 음반은 발매되자마자 비평가들로부터 엇갈린 평가를 받았다. 《로스앤젤레스 타임스》의 던컨 스트라우스는 이 음반을 "뺑소니"라고 표현했다. 그는 〈Behind the Sun〉의 "친절한 곡조"를 칭찬하는 동안, 대부분의 곡들이 "이 곡이 무대에서 지휘하고 있지만 스튜디오에서는 문제가 있다는 것을 암시한다"고 느꼈다. 올뮤직의 빌 메러디스는 "로스앤젤레스에서 온 이 네 명의 친구들을 다시 한자리에 모이게 하는 에너지가 개막 국가인 〈Fight Like a Brave〉와 실험적인 〈Funky Crime〉에서 튀어나온다고 관찰했습니다. 슬로박과 아이언스는 다른 누구도 갖지 못한 것들을 레드 핫 칠리 페퍼스에 가져다 주었습니다." 《컨시퀀스 오브 사운드》의 블레인 세이어스는 "슬로박이 단순히 펑크 기타리스트가 아니라 80년대 최고의 스래시 메탈 밴드로도 록을 할 수 있었다는 것을 이 곡으로 증명해준다"며 슬로박의 음반 기타 작업을 높이 평가했다.

## 투어 및 슬로박의 죽음
그 밴드는 이 음반을 홍보하기 위해 광범위한 국제 투어를 시작했다. 레드 핫 칠리 페퍼스는 투어 동안 그들의 팬층이 크기와 열정 면에서 급격하게 증가했다고 언급했다. 키디스는 "《The Uplift Mofo Party Plan》 투어 중 실제로 공연장에 모습을 드러낸 사람들의 양뿐만 아니라 팬 층의 강도에서도 변화가 일어났던 것을 기억한다"고 회상했다. 플리는 "우리는 그 노래들을 사랑하고 그 노래들을 연주하는 것이 얼마나 재미있었는지"라고 덧붙였다.
밴드의 새로운 열정에도 불구하고, 키디스와 슬로박은 악화되고 있는 마약 중독과 계속해서 투쟁했다. 키디스와 슬로박은 둘 다 투어 전에 헤로인 사용을 중단했고 서로가 이 약물을 "취약"하도록 돕기로 결정했다. 투어 도중 두 사람 모두 키디스보다 슬로박이 훨씬 더 불안정한 상태에서 심한 헤로인 금단현상을 경험했다. 그의 금단 증상은 그의 악기 연주 능력에 타격을 주었다. 어느 순간 슬로박은 멘붕에 빠져 쇼를 연주할 수 없게 되었고, 나머지 밴드들은 기타 없이 전체 세트를 연주하게 되었다. 그는 며칠 후에 회복되었지만, 그의 밴드 동료들은 그가 공연을 할 만큼 건강하지 않다고 느꼈고, 몇 번의 공연을 위해 슬로박을 드웨인 맥나이트로 대체했다. 맥나이트와 함께 며칠을 보낸 후, 밴드는 슬로박에 다시 한 번 기회를 주기로 결정했고, 그는 유럽 투어에서 다시 합류했다. 키디스는 슬로박을 약물 중독 상담에 데려가려고 시도했지만, 슬로박은 그의 중독이 의학적인 도움을 필요로 할 만큼 심각하다는 것을 인정하는데 어려움을 겪었다.
귀국하자마자 슬로박은 밴드 동료들로부터 자신을 고립시켰고, 특히 키디스의 상호 지원 없이 마약에 저항하기 위해 애썼다. 밴드가 투어에서 돌아온 지 몇 주 후, 멤버들은 슬로박과 접촉을 시도했지만, 며칠 동안 그를 찾을 수 없었다. 슬로박은 1988년 6월 27일 할리우드 아파트에서 경찰에 의해 죽은 채로 발견되었다. 그의 부검 동안, 당국은 그가 헤로인 과다복용으로 1988년 6월 25일 사망했다고 결정했다. 아이언스는 이어 친구들이 죽어가는 그룹에 끼기 싫다며 탈퇴했다. 키디스와 플리는 슬로박의 "구축에 도움이 된" 것을 계속하기를 바라며, 음악을 계속 만들어야 하는지에 대해 토론했다. 두 사람은 그룹의 팬이자 슬로박을 우상화한 18세의 기타리스트 존 프루시안테를 영입했다. 아이언스를 대체하기 위해, 이 그룹은 오랜 공개 오디션 과정을 거쳤고, 결국 드러머 채드 스미스를 선택했다.

## 곡 목록
모든 곡들은 특별한 언급이 없는 한 앤서니 키디스, 플리, 힐렐 슬로박, 잭 아이언스에 의해 작사/작곡하였다.
| #   | 제목                                                                                        | 작사·작곡                                     | 재생 시간 |
| --- | ------------------------------------------------------------------------------------------- | --------------------------------------------- | --------- |
| 1.  | 〈Fight Like a Brave〉                                                                      |                                               | 3:52      |
| 2.  | 〈Funky Crime〉                                                                             |                                               | 2:59      |
| 3.  | 〈Me and My Friends〉                                                                       |                                               | 2:57      |
| 4.  | 〈Backwoods〉                                                                               |                                               | 3:06      |
| 5.  | 〈Skinny Sweaty Man〉                                                                       |                                               | 1:15      |
| 6.  | 〈Behind the Sun〉                                                                          | 키디스, 플리, 슬로박, 아이너스, 마이클 베인혼 | 4:39      |
| 7.  | 〈Subterranean Homesick Blues〉                                                             | 밥 딜런                                       | 2:32      |
| 8.  | 〈Party on Your Pussy (오리지널 발매 목록에 Special Secret Song Inside라는 제목이 검열됨)〉 |                                               | 3:14      |
| 9.  | 〈No Chump Love Sucker〉                                                                    |                                               | 2:40      |
| 10. | 〈Walkin' on Down the Road〉                                                                | 키디스, 플리, 클리프 마르티네스, 슬로박       | 3:48      |
| 11. | 〈Love Trilogy〉                                                                            |                                               | 2:39      |
| 12. | 〈Organic Anti-Beat Box Band〉                                                              |                                               | 4:03      |